# Oakton-Skokie (Metro de Chicago)
Oakton-Skokie es una estación en la línea Amarilla del Metro de Chicago. La estación se encuentra localizada entre la Calle Oakton y Skokie Boulevard en Skokie, Illinois. La estación Oakton-Skokie fue inaugurada el 28 de marzo de 1925, pero fue clausurada el 27 de marzo de 1948 y después demolida en 1964.  La Autoridad de Tránsito de Chicago es la encargada por el mantenimiento y administración de la estación. La estación fue reinaugurada el 30 de abril de 2012.

## Descripción
La estación Oakton-Skokie cuebta con 1 plataforma central y 2 vías. 